# Dům Stalburg
Dům Stalburg (též Stallburg) je budova z konce 19. století, která se nachází v severní části Lázní Kyselka u Karlových Varů. Od roku 1964 je kulturní památkou v rámci památkově chráněného areálu Mattoniho továrny.

## Historie

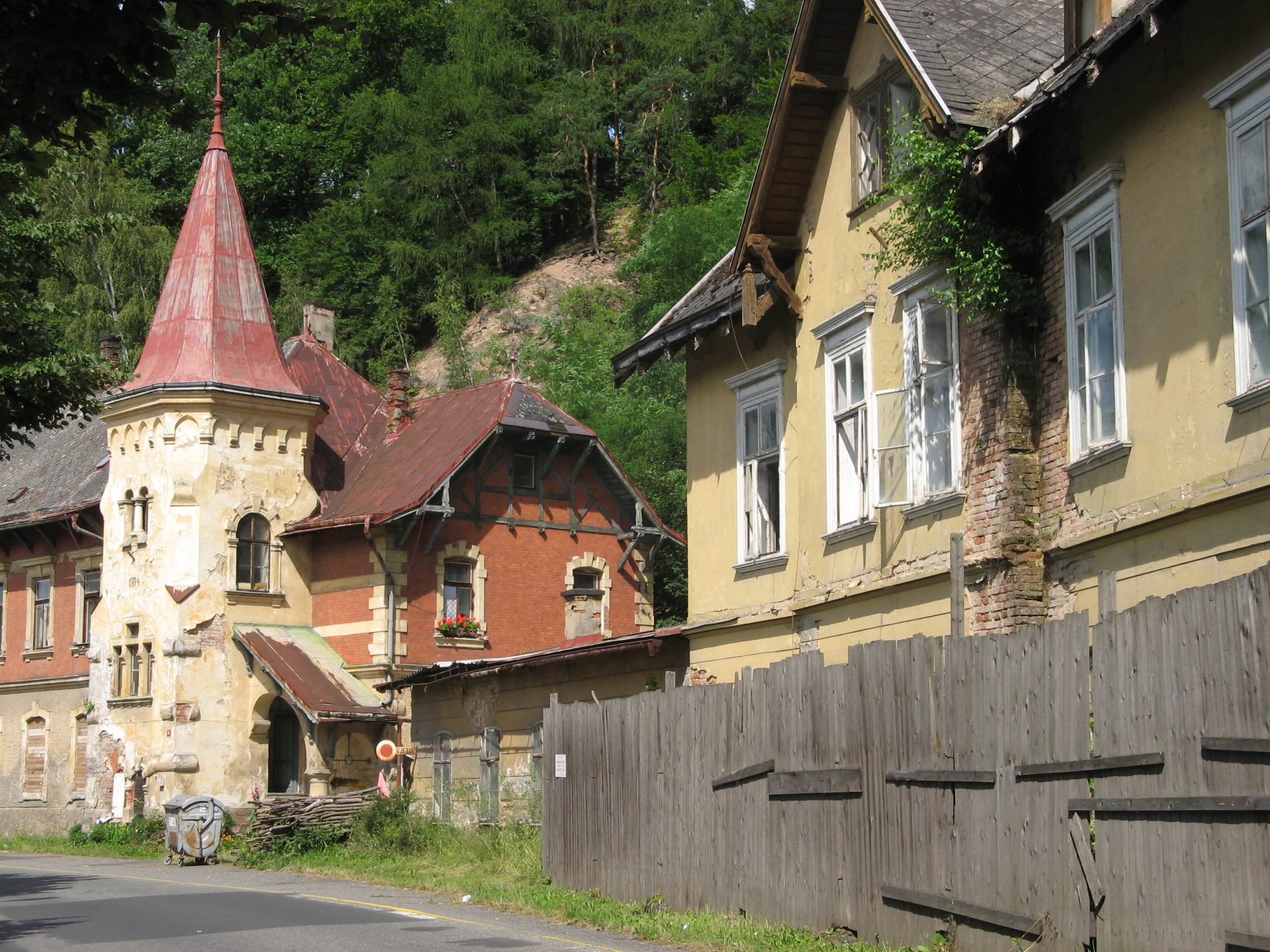
Dům Stalburg (v pozadí) před rekonstrukcí (2010)

Dům Stalburg byl postaven v roce 1894 Heinrichem Mattonim jakožto bytový dům pro zaměstnance jeho společnosti. Jednopatrovou budovu s nárožní hranolovou věží ve stylu francouzské novogotiky navrhl vídeňský architekt Karl Haybäck. V jejím přízemí budovy se nacházela stáčírna minerální vody, v patře byty pro sedm rodin zaměstnanců Mattoniho továrny a v bočním traktu hasičská stanice.
Dlouhodobě chátrající budovu nechala v letech 2012–2014 rekonstruovat společnost Karlovarské minerální vody, která ji získala v roce 1993 společně s dalšími objekty lázní v rámci privatizace. Náklady na celkovou rekonstrukci dosáhly 31,5 milionu korun.